# Mara Angelina Galvão Magenta
Mara Angelina Galvão Magenta (1959) es una bióloga, botánica, palinóloga, curadora y profesora brasileña que desarrolla, desde 1996, actividades académicas y científicas en el Departamento de Biología, Universidad Santa Cecilia.

## Biografía
Obtuvo en 1998, la maestría (con la defensa de la tesis: As subtribos Ambrosiinae, Galinsoginae e Coreopsidinae (Heliantheae-Asteraceae) no Estado de São Paulo) y en 2006 el doctorado en Ciencias Biológicas (botánica) por la Universidad de São Paulo, con parte del doctorado desarrollado en el Royal Botanic Gardens, Kew. Actualmente, es catedrática de la Universidad Santa Cecilia, trabajando en los pregrados (curso de Ciencias Biológicas) y en el postgrado (master en sustentabilidad de ecosistemas costeros y marinos). Tiene experiencia en botánica, elaboración de estudios sobre vegetación, impactos ambientales y recuperación de áreas degradadas.
En 1995, realizó un postgrado Lato Sensu en pesca y acuicultura, por la Universidad Católica de Santos.
Desde 1996 es profesora de la Universidad Santa Cecilia. Tiene experiencia en botánica, con énfasis en Taxonomía de Fanerógamos, actuando sobre los siguientes temas: sistemática filogenética, sistemática macromolecular, claves interactivas de acceso múltiple, Ochnaceae, Commelinaceae, Orchidaceae, plantas acuáticas y la flora de São Paulo.

## Algunas publicaciones
- MAGENTA, M. A. G.; LOEUILLE, B. 2014. Oyedaea bahiensis, a new synonym in the Brazilian Heliantheae (Asteraceae). Phytotaxa, [S.l.] 175 (2): 107–112 ISSN 1179-3163 doi:http://dx.doi.org/10.11646/phytotaxa.175.2.5

- ALMEIDA, G. G.; ANDRADE, P.E.O; DAMIN, O.C.B.; MAGENTA, M.A.G. 2014. Rain gardens: green infrastructure typology for the Santos, SP. Unisanta Bioscience 3: 45-51

- MAGENTA, M. A. G.; PIRANI, J. R. 2014. Novidades taxonômicas em Aldama (Asteraceae-Heliantheae). Rodriguésia (online) 65: 175-192

- MORAES, J. N.; SAMPAIO, P.S.P.; MAGENTA, M.A.G. 2014. Floristic composition of lianas in four areas of restinga from São Paulo state. Unisanta Bioscience 3: 52-65

- DE AMORIM, MR; RINALDO, D; DO AMARAL, FP; MAGENTA, M. A. G.; VILEGAS, W; CAMPANER DOS SANTOS, L. 2014. HPLC-DAD BASED METHOD FOR THE QUANTIFICATION OF FLAVONOIDS IN THE HYDROETHANOLIC EXTRACT OF Tonina fluviatilis Aubl. (Eriocaulaceae) AND THEIR RADICAL SCAVENGING ACTIVITY. Química Nova (impreso) 37: 1122-1127

- MAGENTA, M.A.G.; LOEUILLE, B. 2014. Oyedaea bahiensis, a new synonym in the Brazilian Heliantheae (Asteraceae). Phytotaxa: a rapid international journal for accelerating the publication of botanical taxonomy 175: 107

- MORAES, J. N.; MAGENTA, M.A.G. 2014. Floristic survey of a fragment of Restinga in the municipality of Rio Diana Santos adjacent to the state of São Paulo. Unisanta Bioscience 3: 115-121

- COCCARO, P.; MORAES, S.; GIORDANO, F.; MAGENTA, M.A.G. 2014. Spatial distribution of bromeliads (epiphytic Bromeliaceae) in the Atlantic Forest APA - Serra do Guararu - Guaruja, SP Brazil. Unisanta Bioscience 3: 184-190

- BASTOS, C.R.A.; FREIRE, M.F.I.; GIORDANO, F.; MAGENTA, M.A.G. 2014. Ação de recuperação ambiental em Área da Marinha do Brasil. Unisanta Bioscience 3: 208-213

- LAPO, C.P.; MAGENTA, M.A.G. 2014. Recovery of Degraded Areas in the Guandu Sapê Naval Complex. Unisanta Bioscience 3: 226-236 resumen en línea

- ROLLO, T.C.; MAGENTA, M.A.G.; NAKASATO, M.V.; GIORDANO, F.; LAPO, C.P. 2013. Restinga Vegetation on Ilha Comprida: Conservation Conditions and a Comparative Study with other Environmental Protection Areas of São Paulo State - Brazil. Unisanta BioScience 2: 52-85

- FREITAS, A. de; GIORDANO, F.; MAGENTA, M.A.G. 2013. Ecologia da paisagem: Transformações da Paisagem no Bairro Icapara em Iguape (SP). Unisanta Bioscience 2: 36-39

- MAGENTA, M.A.G.; LOEUILLE, B.; HIND, D. J. N.; PIRANI, J. R. 2012. Lectotypification of the name Helianthus dentatus Cav., basionym of Viguiera dentata (Cav.) Spreng. (Asteraceae: Heliantheae). Phytotaxa (online) 58: 56-58

- BOMBO, A.; OLIVEIRA, T. S.; OLIVEIRA, A. S. S.; RHEDER, V. L. G.; MAGENTA, M.A.G.; APEZZATO-DA-GLÓRIA, B. 2012. Anatomy and essential oils from aerial organs in three species of Aldama (Asteraceae - Heliantheae) that have a difficult delimitation. Australian Journal of Botany (impreso) 60: 632-642

- DAMIN, O.C.B.; DA SILVA FILHO, J.I.; GIORDANO, F.; MAGENTA, M.A.G.; BARRELA, W. 2012. Estudo comparativo entre métodos de medição dendrométrica para vegetação do perímetro urbano. Revista Ceciliana 33: 70-86

- OLIVEIRA, W. R. L.; MAGENTA, M.A.G. 2012. Colonização por vegetação nativa e exótica no Setor Grotão I do Núcleo Pinhal de Miranda, Cubatão, SP. Unisanta Bioscience 1: 44-48

- ROJAS, E. G.; SILVA, M. P. O. da; MAGENTA, M.A.G.; TOMA, W. 2012. Investigation of phenolic compounds with allelopathic potential in leaves of a tree invader of restinga (Terminalia catappa L.) Unisanta BioScience 1: 60-64

- ROJAS, E. G.; MAGENTA, M.A.G.; Toma, W.; Silva, M.P.O. 2012. Investigation of phenolic compounds with allelopathic potential in leaves of a tree invader of restinga (Terminalia catappa L.). Unisanta Bioscience 1: 26-30

- WANDERLEY, M.G.L.; SHEPHERD, G.J.; MARTINS, S.; DUQUE ESTRADA, T.E.M.; ROMANINI, R.P.; KOCH, I.; PIRANI, J. R.; MELHEM, T.S.; HARLEY, A.M.G.; KINOSHITA, L.S.; MAGENTA, M.A.G.; et al. 2011. Checklist das Spermatophyta do Estado de São Paulo, Brasil. Biota Neotropica (edición en portugués, online) 11: 193-390

- SIQUEIRA, F.R. ; MAGENTA, M.A.G. ; NAKASATO, M.V. 2011. Avaliação da estrutura dos componentes arbóreo e arbustivo de um trecho de restinga no município de Bertioga, SP, segundo método do quadrante centrado. Revista Ceciliana (online) 3: 65-69

- MAGENTA, M.A.G. ; SEMIR, J. ; HEIDEN, G. ; TELES, A.M. ; SOUZA BURITI, F.O. ; NAKAJIMA, J. N. ; PIRANI, J. R. ; RITTER, M. ; ROQUE, Nádia ; ESTEVES, R. ; ESTEVES, V. G. ; BORGES, R. A. X. ; BIANCHINI, R. S. 2011. Asteraceae. In Checklist das Spermatophytado Estado de São Paulo, Brasil. Biota Neotropica (edición en portugués, online) 11: 212-228

- MAGENTA, M.A.G. ; SEMIR, J. ; Heiden, G. ; TELES, A. M. ; SOUZA-BUTURI, F. O. ; NAKAJIMA, J. N. ; PIRANI, J. R. ; MONGE, M. ; ROQUE, N. ; ESTEVES, R. L. ; GONÇALVES-ESTEVES, V. ; BORGES, R. A. X. ; BIANCHINI, R. S. 2011. Asteraceae. En: Wanderley, M.G.L. et al. Checklist das Spermatophyta do Estado de São Paulo, Brasil. Biota Neotropica (edición en portugués, online) 11: 193-390

- MAGENTA, M. A. G.; NUNES, A. D.; MENDONCA, C. B. F.; GONCALVES-ESTEVES, V. 2010. Palynotaxonomy of Brazilian Viguiera (Asteraceae) Species. Bol. Soc. Argent. Bot. [online] 45 (3-4): 285-299 ISSN 1851-2372

- LEITE, R.F.; FERREIRA, M.S. ; MAGENTA, M.A.G. 2009. Caracterização da galha em folhas de Avicennia schaueriana (Avicenniaceae). Revista Ceciliana (online) 1: 131-135

- DIAS, L.M.; MOUTINHO, M.F.; MAGENTA, M.A.G.; BRAZ FILHO, M.; NAKASATO, M.V.; SANTOS, J.A.P. 2009. Utilização da Macrófita Cyperus prolifer em sistema fechado de filtragem rizozférica no recinto de criação de cágados do Horto Municipal de São Vicente, SP. Revista Ceciliana (online) 1: 86-90

### Libros

#### Capítulos
- NAKAJIMA, J. N. DEMATTEIS, M. LOEUILLE, B. TELES, A. M. HEIDEN, G. SCHNEIDER, A. RITTER, M. OLIVEIRA, C.T. HATTORI, E.K.O ROQUE, Nádia FERREIRA, S. C. MAGENTA, M.A.G. BRINGEL JR, J. B. de A. ESTEVES, R. ALMEIDA, G. SAAVEDRA, Mariana Machado MONGE, M. SOARES, P.N. SANCHO, G. MONDIN, C.A. FERNANDES, A.C. PEREIRA, A.C.M. KUTSCHENKO, D.C. SANTOS FILHO, L.A. dos PRIETO, P.V., et al. 2013. Asteraceae. En: Gustavo Martinelli; Miguel Avila Moraes (orgs.) Livro Vermelho da Flora do Brasil. Río de Janeiro: Andrea Jakobsson: Instituto de Pesquisas Jardim Botânico do Rio de Janeiro, p. 203-297

- MAGENTA, M.A.G. ; KUTSCHENKO, D.C. ; BARROS, F.S.M. ; MAURENZA, D. 2013. Calyceraceae. En: Gustavo Martinelli; Miguel Avila Moraes (orgs.) Livro Vermelho da Flora do Brasil. Río de Janeiro: Andrea Jakobsson: Instituto de Pesquisas Jardim Botânico do Rio de Janeiro, p. 432-433

- NAKAJIMA, J. N.; LOEUILLE, B.; HEIDEN, G. ; DEMATTEIS, M. ; HATTORI, E.K.O ; MAGENTA, M.A.G. ; RITTER, M. ; MONDIN, C.A. ; ROQUE, N. ; et al. 2010. Asteraceae. En: Forzza, R.C. Baumgratz, F.A.; Bicudo, C.E.M.; Canhos, D.A.L.; Carvalho, Jr, A.A.; Costa, A.; Costa, D.P.; Hopkins, M.; Leitman, P.M.; Lohmann; L.G., Nic Lughadha, E.; Maia, L.C.; Martinelli, G.; Menezes, M.; Morim, M.P.; Nadruz Coelho, M.A.; Peixoto, A.L. (orgs.) Catálogo de Plantas e Fungos do Brasil. Río de Janeiro: Andrea Jakobsson Estúdio:Instituto de Pesquisas Jardim Botânico do Rio de Janeiro, p. 678-749

- MAGENTA, M.A.G. ; PIRANI, J. R. 2002. Calyceraceae. En: M.G.L. Wanderley; G.J. Sherpherd; M.A. Giulietti. (orgs.) Flora Fanerogâmica do Estado de São Paulo. São Paulo: FAPESP: HUCITEC, vv. 2, p. 67-69

### En Congresos
- PADOVANI, K.D. ; MAGENTA, M.A.G. 2014. Identificação Interativa de espécies arbustivas de um trecho de Mata Atlântica no sudeste do estado de São Paulo. En: V Congresso Brasileiro de Iniciação Científica (COBRIC), Santos. Anais do V Congresso Brasileiro de Iniciação Científica (COBRIC). Santos: UNISANTA

- MAGENTA, M.A.G. ; PIRANI, J. R. 2014. Padrões de distribuição geográfica de Aldama La LLave (Asteraceae, Heliantheae) na América do Sul. En: XI Congreso Latinoamericano de Botánica, Salvador. Anais del XI Congreso Latinoamericano de Botánica. Brasília: Sociedade Botânica do Brasil

- BASTOS, C.R.A.; FREIRE, M.F.I. ; MAGENTA, M.A.G. 2014. Recuperação de Área Degradada no Complexo Naval do Guandu do Sapê. En: III Encontro de Pós-Graduação da UNISANTA, Santos. Anais do III Encontro de Pós-Graduação da UNISANTA. Santos: Universidade Santa Cecília, p. 478-483

- MAGENTA, M.A.G.; PADOVANI, K.D. ; LOEUILLE, B. 2013. Disponibilização eletrônica de dados taxonômicos de Aldama (Asteraceae) com uso do software XPER2. En: 64.° Congresso Nacional de Botânica, Belo Horizonte. Anais do 64.° Congresso Nacional de Botânica. Brasília: Sociedade Botânica do Brasil

- CARMINATTO, A.A. ; MAGENTA, M.A.G. 2012. Espécies lenhosas de sub-bosque em uma área da Serra do Guararu - Guarujá, SP. En: 12.° Congresso Nacional de Iniciação Científica, São Paulo. Anais do 12º congresso Nacional de Iniciação Científica

- LIMA, H.S. d ; NAKASATO, M.V. ; MAGENTA, M.A.G. 2009. Efeito de borda em fragmento de floresta de restingano município de Bertioga, SP, Brasil. En: IX Congresso de Ecologia do Brasil. Anais do IX Congresso de Ecologia do Brasil, p. 1-3

- CAMARGO, T.C. ; NOVAES, L.L. ; MAGENTA, M.A.G. ; MOURA, C. ; PASTORE, J.A. 2009. Caracterização do estágio sucessional da vegetação da restinga da Vila da Barra do Una, Peruíbe, SP. En: 3º Seminário de Iniciação Científica do Instituto Florestal, São Paulo. IF Serie Registros. São Paulo: Instituto Florestal, vv. 40. p. 83-87

- CAMARGO, T.C. ; NOVAES, L.L. ; MAGENTA, M.A.G. ; MOURA, C. ; PASTORE, J.A. 2009. Composição herbáceo-arbustiva da Restinga da Barra do Una, Peruíbe, SP. En: Congresso Brasileiro de Iniciação Científica, Santos. Anais do COBRIC. Santos: UNISANTA, p. 205-209

- DIAS, L.M. ; MOUTINHO, M.F. ; MAGENTA, M.A.G. ; BRAZ FILHO, M. ; NAKASATO, M.V. ; SANTOS, J.A.P . 2009. Uso da Macrófita Cyperus prolifer em sistema fechado de filtragem rizozférica no recinto de criação de cágados do Horto Municipal de São Vicente, SP. En: Congresso Brasileiro de Iniciação Científica, Santos. Anais do COBRIC. Santos: UNISANTA, p. 215-219

## Honores

### Premios
- 2010: premio Dr. Milton Teixeira, Universidad Santa Cecília

### Membresías
- Sociedad Botánica de Brasil[9]

### Revisora de periódico
- 2009 - 2009. Periódico: Hoehnea (São Paulo)
- 2008 - 2009. Periódico: Rodriguésia (online)
- 2010 - 2010. Periódico: Acta Botanica Brasilica
- 2009 - 2009. Periódico: Rodriguésia (Online)
- 2014 - actual. Periódico: Revista Biociências (2176-8625)